# ZIS-150
ZIS-150 a fost un camion produs de ZIL din 1947 până în 1956, dar producția în România a continuat până în 1965, iar pentru țările asiatice, producția a continuat până în 1986.

## Istoric
În 1944, ZIS se concentra pe producția de camioane militare și pe producția ZIS-5 atât pentru piețele militare, cât și pentru piețele civile. În acea perioadă, compania plănuia să lanseze un camion nou și primele prototipuri au fost create în 1946. Noul camion numit ZIS-150 a fost lansat în 1947, dar în primele luni de la lansare, doar 15 unități au fost produse și vândute în întreaga lume. dar vânzările au crescut major, iar în 1948 s-au vândut în jur de 30.000 de unități.
În 1956, camionul a fost întrerupt din Uniunea Sovietică, deoarece ZIL dorea să lanseze un camion nou, cu toate acestea, producția în România a continuat până în 1960 și până în 1986 pentru țările asiatice. Camionul a fost înlocuit de camionul ZIL-130, care era mai popular decât predecesorul său.